# Rufina Alfaro
Rufina Alfaro is een deelgemeente (corregimiento) van de gemeente (distrito) San Miguelito in Panama. In 2015 was het inwoneraantal 54.000.
Rufina Alfaro ontstond als deelgemeente in 2000; tot dan behoorde het tot de deelgemeente José Domingo Espinar.